# Breña Alta
Breña Alta és un municipi de l'illa de La Palma, a les illes Canàries. Té els barris de San Pedro (Casco Urbano), Breña (San Isidro), Las Ledas, Buenavista de Arriba, Buenavista de Abajo, Botazo, Miranda, El Llanito i La Cuesta.

## Població
| Any  | Població | Densitat        |
| ---- | -------- | --------------- |
| 1991 | 5.432    |                 |
| 1996 | 5.816    |                 |
| 2001 | 6.091    |                 |
| 2002 | 6.396    |                 |
| 2003 | 6.665    |                 |
| 2004 | 6.847    | 222.16 hab./km² |
| 2005 | 7.039    | 228.39 hab./km² |
| 2006 | 7.158    | 232.25 hab./km² |
| 2007 | 7.184    | 233,1 hab./km²  |